# 大罗山国家登山健身步道

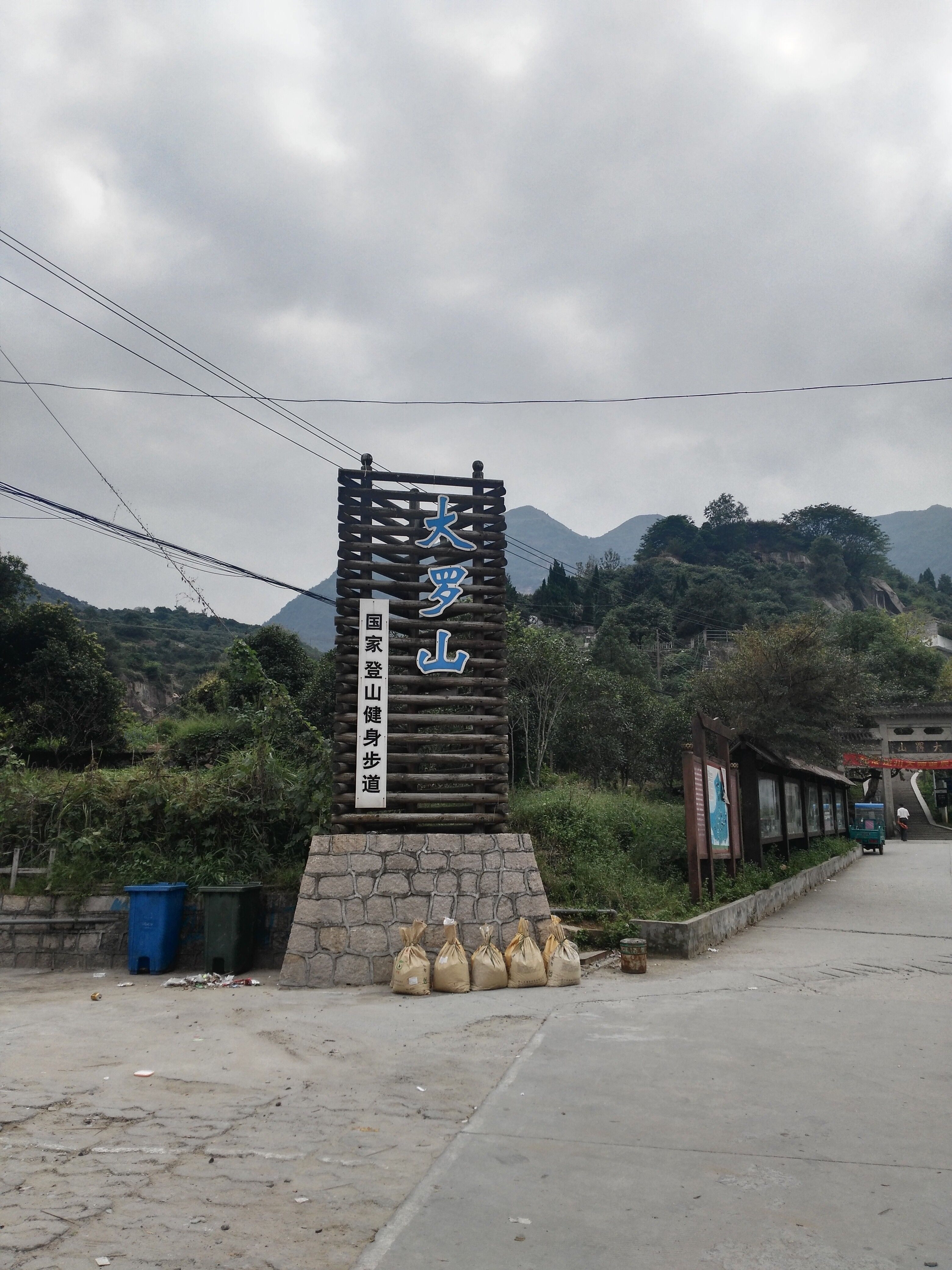
大罗山国家登山健身步道的入口处

大罗山国家登山健身步道位于温州市瓯海区、龙湾区和瑞安市交界处的大罗山，是浙江省第二个国家登山健身步道，分两期建设，一期工程于2011年12月7日开通，二期工程于2012年10月23日开通。